# Internationale communiste libertaire
Pour les articles homonymes, voir ICL.
L'Internationale communiste libertaire (ICL) est une organisation communiste libertaire internationale, fondée en 1954 à Paris.
Elle fut créée avec des organisations française, anglaise, espagnole, italienne et algérienne, mais ne survit pas au démantèlement de la Fédération communiste libertaire (FCL) en 1957, qui était l'organisation centrale de l'ICL.

## Histoire

### Fondation
L'ICL est fondée lors de son premier congrès du 5, 6 et 7 juin 1954 dans les locaux de la FCL à Paris. Elle réunit de nombreuses organisations communistes libertaires principalement européennes, évidemment la FCL pour la France, mais aussi les Italiens des  Groupes anarchistes d’action prolétarienne (it) (GAAP), les Britanniques de Direct Action et quelques Belges et Suisses isolés.
La Fédération anarchiste communiste bulgare (FACB) pourchassée par le gouvernement staliniste, différentes tendances de la CNT espagnole en exil ainsi que des algériens et marocains du Mouvement libertaire nord africain (MLNA) sont également présents à ce congrès à titre d'auditeurs invités.

### Durant la guerre d'Algérie

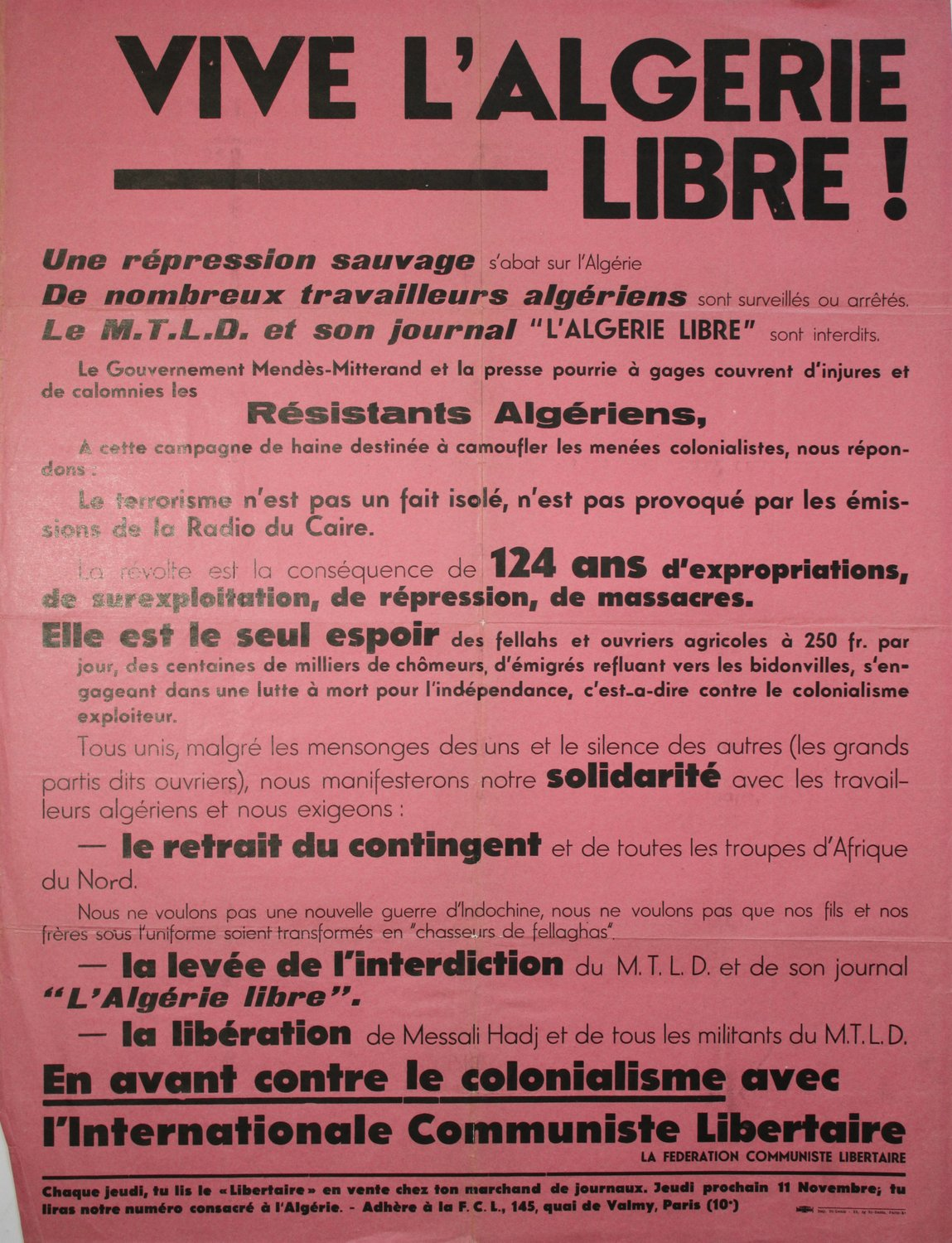
Affiche de la FCL de 1954 avec comme mot d'ordre : "En avant contre le colonialisme avec l’Internationale Communiste Libertaire"

Dès octobre 1954, le MLNA adhère à l'ICL et envisage avec la FCL une tournée de meetings communs en Algérie. Juste après éclate l’insurrection algérienne, l'ICL par le biais de la FCL et du MNLA va soutenir la lutte d'indépendance de l'Algérie, elle salue Messali Hadj « en souvenir de [ses] luttes pour l’émancipation de la classe ouvrière ». La FCL va relayer dans son organe de presse, Le Libertaire, les communiqués du MNA et lui apporter un soutien critique.
Suit une époque difficile pour l'ICL, car la FCL doit suspendre son activité en juillet 1956 du fait de la répression. Malgré tout une rencontre clandestine se déroule à Nice, fin décembre 1956 avec la FCL et les GAAP. La même année une « section espagnole » de l’ICL édite le bulletin : Ruta. Progressivement, la FCL et le MLNA vont orienter leur soutien au profit du FLN.
En 1957, la FCL est détruite par l’État français et plusieurs militants de la FCL, incarcérés à la suite de l'attaque contre une permanence du mouvement poujadiste. À la suite de la disparition de la plus importante organisation de l'ICL, l'internationale continue son déclin, malgré une nouvelle rencontre avec notamment des italiens et espagnols le 27 juillet 1958 à Paris, les efforts de continuité ne suffisent pas, et l'ICL cesse d'exister.

## Rencontre internationale
- Paris, 5–7 juin 1954; congrès de fondation.
- Nice, Décembre 1956; réunion clandestine.
- Paris, 27 juillet 1958; réunion.

## Texte
- Le comité national de la FCL, Le M.L.N.A. adhère à l’Internationale Communiste Libertaire, Le Libertaire, n° 401, 21 octobre 1954, texte intégral.
- Georges Fontenis, Ce que fut l’ICL (juin 1954-juillet 1958), Alternative libertaire, n°33, avril-mai 1995 archive.
- Georges Fontenis, Changer le monde. Histoire du mouvement communiste libertaire (1945-1997), éd. Alternative libertaire, 2011.